# Operação Arquivo X
Operação Arquivo X foi uma operação policial brasileira deflagrada pela Polícia Federal, em 22 de setembro de 2016, que representou a 34ª fase da Operação Lava Jato. A operação fez referência à letra presente nos nomes das empresas do empresário Eike Batista. A Arquivo X investiga se houve pagamento de propina para que o consórcio formado pela Mendes Júnior e OSX fosse escolhido para a construção de duas plataformas de petróleo para o pré-sal.
O ex-ministro dos governos Lula e Dilma, Guido Mantega, foi preso temporariamente na operação.

## Repasses de propinas
Segundo as investigações, em um depoimento ao Ministério Público Federal, o ex-presidente do Conselho de Administração da OSX, Eike Batista, declarou que, em novembro de 2012, recebeu um pedido de Guido Mantega para que fizesse um pagamento de R$ 5 milhões, no interesse do PT.
O procurador da Lava Jato Carlos Fernando dos Santos Lima afirmou que os pagamentos feitos por Eike foram operacionalizados por Mônica Moura, mulher do marqueteiro João Santana. O casal foi preso na 23ª fase da operação, em fevereiro de 2016, e solto no dia 1º de agosto, do mesmo ano, após colaborar com a justiça e mediante pagamento de fiança.